# Йоланди Фиссер
Йоланди Фиссер (африк. Yolandi Visser, имя при рождении Анри Дю Туа, африк. Anri Du Toit; род. 1 декабря 1984, Порт-Альфред, ЮАР) — южноафриканская певица, актриса и рэпер. Вокалистка рэп-рейв-группы Die Antwoord.

## Биография
Родилась в городе Порт-Альфред, удочерена семьёй священника.
Дю Туа мало что знает о своих биологических родителях, а в своей этнической принадлежности усомнилась после того, как портретист, специализирующийся на определении генетической истории, сказал ей, что у нее схожее с цветными строение лица. Сначала Фиссер считала себя белой, но теперь думает, что, поскольку она родилась во времена апартеида, родители ее белокожей матери могли заставить ее отдать ребенка на усыновление, после того, как она забеременела от чернокожего мужчины.

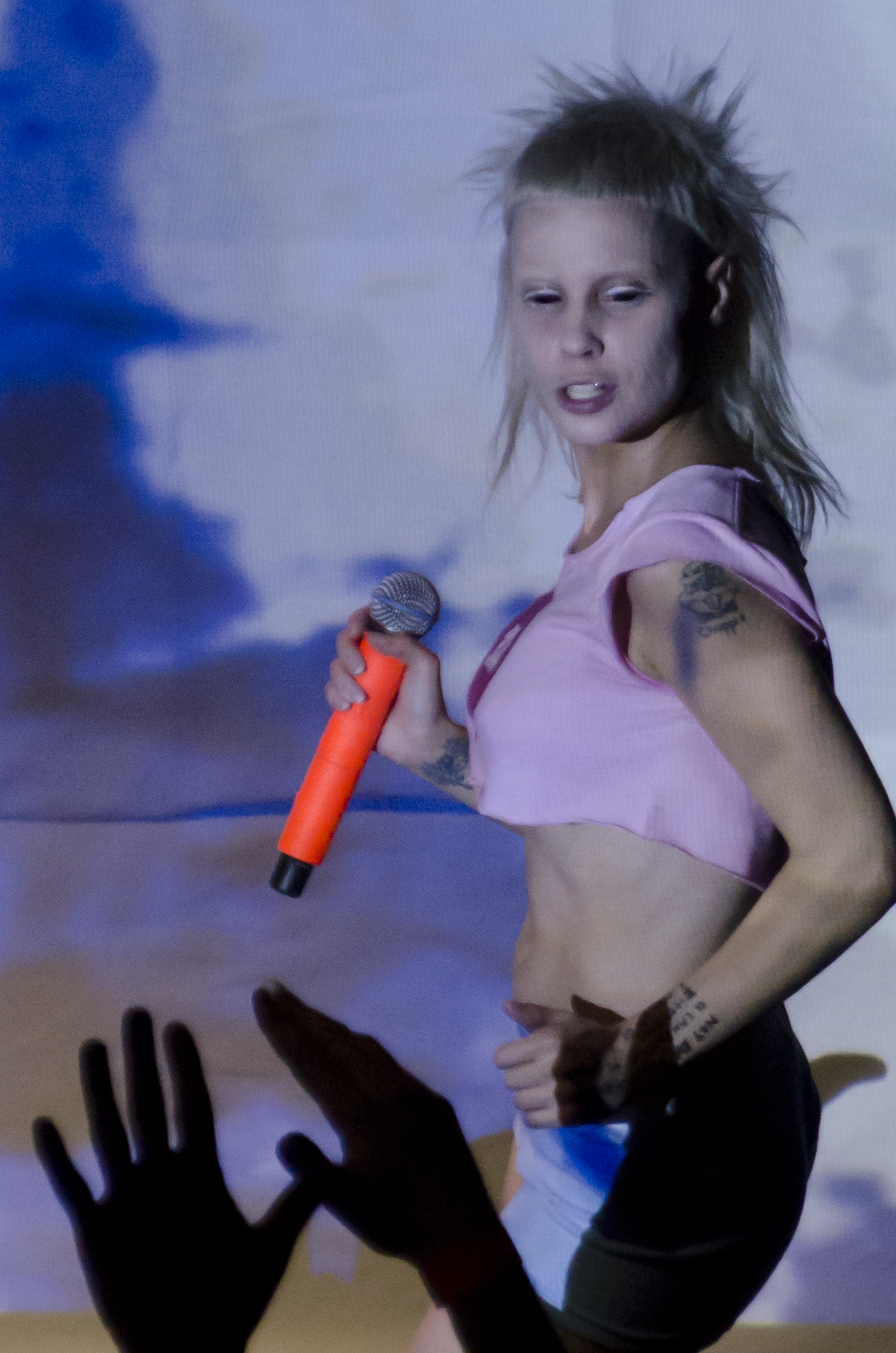
В составе Die Antwoord в Paradise Rock Club

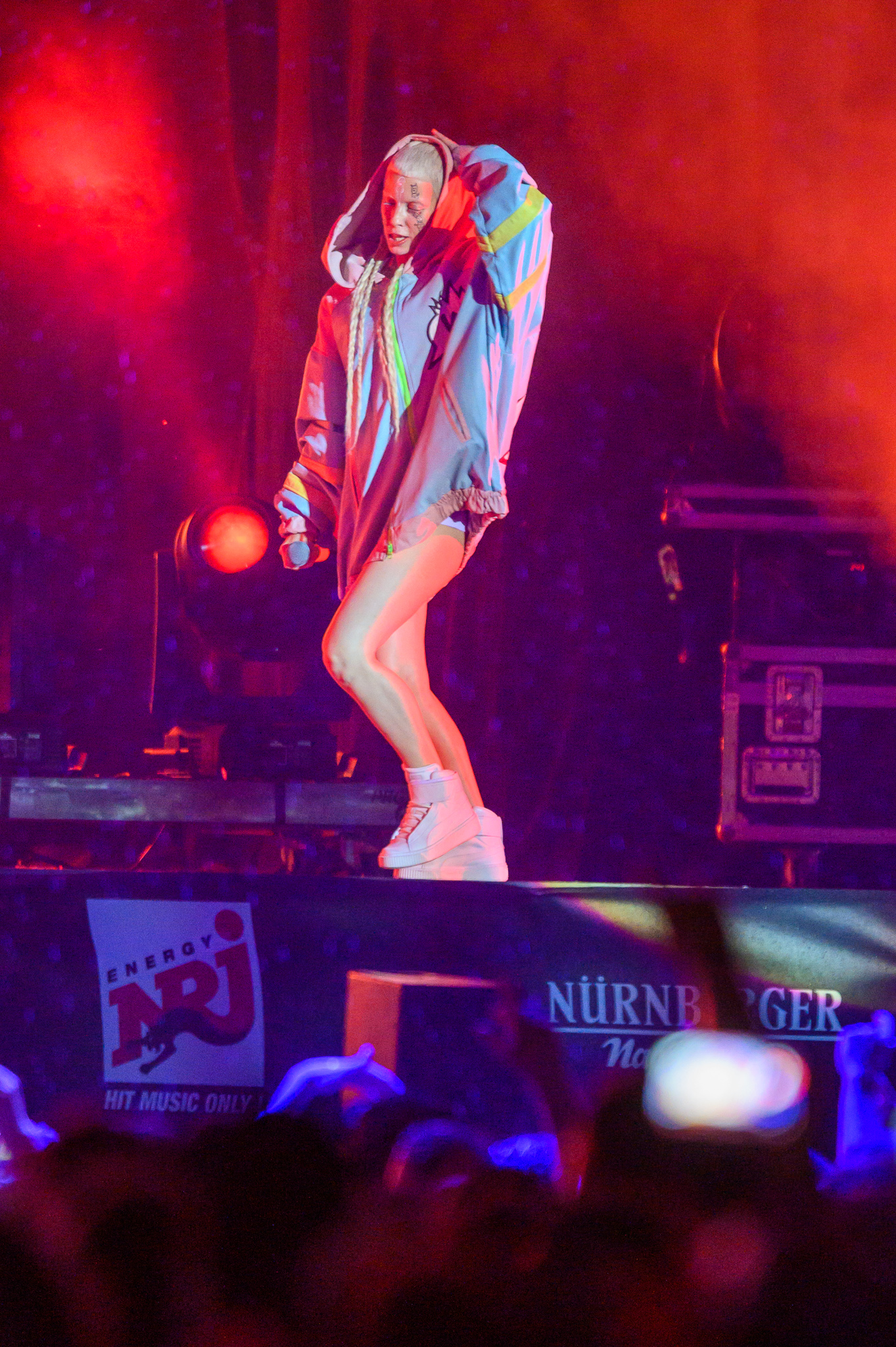
2019 RiP Die Antwoord. Фото: Штефан Брендинг, Лизенц

Впервые попробовала сделать свою запись в возрасте 16 лет, когда училась в боксбургской католической женской школе Святого Доминика. После школы Анри переехала работать в Кейптаун, где встретила своего будущего мужа Уоткина Тюдора Джонса (он же Weddy, Ninja и Max Normal), с которым работала сперва над записями группы The Constructus Corporation, а затем над проектом Max Normal. В 2006 году она родила от Уоткина дочь по имени Сикстин (англ. Sixteen Jones), а в 2011 году усыновила девятилетнего мальчика Токки (Tokkie). В настоящее время пара рассталась, однако они продолжают работать вместе как участники Die Antwoord, общаться как друзья и родители.
В 2006 году, после завершения проекта Max Normal, Йоланди вместе с Джонсом образовывают группу Die Antwoord. Третьим участником группы является DJ Hi-Tek, который почти никогда не появляется в клипах на песни группы.
В 2014 году Йоланди вместе с Джонсом снялись в фильме Нила Бломкампа «Робот по имени Чаппи» (англ. Chappie). Фильм вышел на экраны 6 марта 2015 года.
В 2019 году всплыла видеозапись с фестиваля Future Music 2012 года, на которой видно, как Тюдор Джонс и Фиссер гонятся за Энди Батлером, основателем американского танцевального проекта Hercules and Love Affair, и кричат ему гомофобные оскорбления, а затем заявляют охране, что он домогался Фиссер. Тюдор Джонс утверждает, что человек, снявший видео, отредактировал его таким образом, чтобы создать впечатление, будто они были виноваты в случившемся.

## Дискография

### The Constructus Corporation
- The Ziggurat (2003)

### MaxNormal.TV
- Rap Made Easy (2007)
- Good Morning South Africa (2008)

### Die Antwoord
- $O$ (2009)
- TEN$ION (2012)
- Donker Mag (2014)
- Mount Ninji and da Nice Time Kid (2016)
- House of Zef (2020)

## Фильмография
- Goeie More Zuid Africa DVD (2008)
- Tokoloshe (2011)
- Umshimi Wam (2011)
- Chappie (2015) — features «Baby’s On Fire», «Ugly Boy», «Cookie Thumper» and «Enter the Ninja».
- ZEF: The Story of Die Antwoord (2024)